# 등가 신경지배에 대한 헤링의 법칙
등가 신경지배에 대한 헤링의 법칙(Hering's law of equal innervation) 또는 헤링의 등가 신경지배의 법칙은 입체시 동물의 갑작스러운 눈 움직임의 결합을 설명하는 데 사용된다.

눈이 독립적으로 움직이거나 눈이 Hering의 동등한 신경지배의 법칙을 따르는 경우 Müller 자극을 재초점으로 예측하는 모습
눈길
시각 방향
이향운동

## 같이 보기
- 분절 신경분포
- 상호 신경지배
- 다리의 피부 신경분포